# Monnieria
Monnieria es un género con seis especies de plantas de flores perteneciente a la familia Rutaceae. 

## Especies seleccionadas
- Monnieria bahiensis
- Monnieria crenulata
- Monnieria semiserrata
- Monnieria subserrata
- Monnieria trifolia
- Monnieria trifoliata

## Sinónimo
- Ertela